# Белишка река (приток на Места)
Белишка река е река в Южна България, област Благоевград, община Белица, десен приток на река Места. Дължината ѝ е 22,9 km.
Белишка река води началото си под името Карааланица (Чернополянска река) от Чернополянското езеро на 2397 m н.в. в Средна Рила, източно от връх Черна поляна (2716 m). По цялото си протежение протича в южна посока, като след разклона за летовище „Семково" долината ѝ е тясна и силно залесена, а в района на местността Стеници – с проломен характер. След като излезе от пролома долината ѝ се разширява и се появяват речни тераси. Влива се отдясно в река Места, на 768 m н.в. до крайните къщи на село Краище
Площта на водосборния басейн на реката е 134 km2, което представлява 3,89% от водосборния басейн на река Места.
Основните притоци: → ляв приток, ← десен приток
- ← Голяма Узуница
- ← Динков дол
- → Вапска река (Вапата)
- → Вотрачка река (Вотърчка река, най-голям приток)

Среден годишен отток в устието 1,49 m3/s с максимум през май и минимум – септември.
Единственото населено място по течението на реката е град Белица.
Водите от горното течение на Белишка река чрез канал се прехвърлят на изток в язовир „Белмекен" и се използват за електродобив и напояване. В долното течение част от водите и се използват за напояване на малките земеделски площи разположени по речните ѝ тераси. Над град Белица по долината на реката има изградени няколко рибарника за пъстърва.
По левия бряг на реката, в най-долното ѝ течение, на протежение от 3,5 km преминава целия участък от Републикански път III-8406 свързващ град Белица с Републиканската пътна мрежа на България.

## Топографска карта
- Лист от карта K-34-71. Мащаб: 1 : 100 000.
- Лист от карта K-34-72. Мащаб: 1 : 100 000.
- Лист от карта K-34-84. Мащаб: 1 : 100 000.